# Lee Soon-ja
Lee Soon-ja (en hangeul 이순자), née le 24 mars 1939 en Mandchoukouo, est une femme politique sud-coréenne, ainsi que la première dame de Corée du Sud de 1980 à 1988, en tant que femme du président Chun Doo-hwan à l'issue de son coup d'état. Considérée comme la première dame de Corée du Sud la moins populaire, notamment pour son extravagance et ses scandales de corruption, elle continue de créer la polémique après son mandat, par ses déclarations controversées.

## Biographie

### Jeunesse et éducation
Lee Soon-ja naît le 24 mars 1939 à Chōshun, en Mandchoukouo. Ses parents, Lee Gyu-dong, un officier de l'armée impériale du Mandchoukouo, et Lee Bong-nyeon, retournent sur la péninsule coréenne en 1945 avec leur famille, dont Lee Soon-ja, ses deux sœurs et son frère. Son père est nommé officier de l'armée de terre de la république de Corée, et la famille habite Changwon. À la suite d'une mutation de son père à Séoul, elle le suit, et finit sa scolarité dans le lycée pour filles de Gyeonggi.
En 1957, elle rejoint l'université pour femmes Ewha, dans l'espoir d'être docteur, mais abandonne ses études pour suivre son mari Chun Doo-hwan après leur mariage en 1959. Bien plus tard, elle suit ensuite quelques cours à l'université Yonsei.
En tant que femme de militaire, Lee Soon-ja prône une image d'épouse modèle, visant à réduire au maximum les problèmes de la maison pour son mari.

### Première Dame de Corée du Sud
Lee Soon-ja devient la première dame de la Corée du Sud le 1er septembre 1980, lors de la prise de pouvoir de son mari. Pendant son mandat, elle fait de l'éducation une cause nationale prioritaire, et s'implique dans la construction d'écoles dans toute la Corée du Sud. Elle s'implique également dans des campagnes de recherche pour la chirurgie cardiaque, afin d'améliorer la condition des enfants atteints de ces pathologies.
Lee Soon-ja cherche également à mettre plus en avant le rôle de première dame, auparavant limité à de la figuration. Elle apparaît à toutes les représentations publiques de son mari, même lors de meetings politiques. Le passage à la télévision couleur dans les ménages coréens joue en la défaveur de Lee Soon-ja. Ses gouts excentriques et ses extravagances déplaisent particulièrement aux Sud-Coréens, qui l'estiment arrogante et dépensière. Les nombreux scandales de corruption dans lesquels elle est impliquée contribuent également à sa chute en popularité. Elle est à l'origine de la création d'une association de levée de fonds pour la recherche cardiaque, impliquée elle aussi dans des scandales de corruption. Lee Soon-ja déclare ne pas se soucier de l'opinion publique, préférant œuvrer pour le peuple coréen.
Très préoccupée par son image et très intéressée par la mode, elle se distingue des autres premières dames par ses tenues extravagantes.

### Après la présidence et postérité

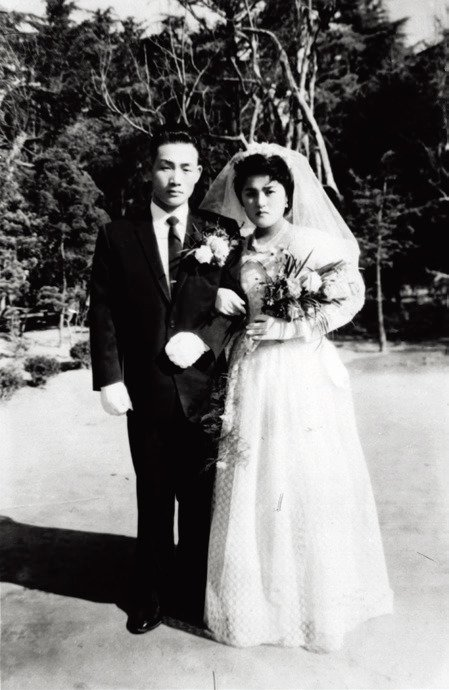
Lee Soon-ja et son mari Chun Doo-hwan lors de leur mariage, en 1959.

Après la démission de son mari de la présidence de Corée du Sud à la suite de l'issue des manifestations démocratiques de juin, elle s'exile avec son mari au monastère bouddhiste sur le mont Seoraksan pour deux ans. Lee Soon-ja réussit à quitter son mandat avec une rente immédiate de 3 milliards de wons, et une rente mensuelle de 12 millions de wons, donnée sous forme de produits de luxe, ce qui l'aliène encore plus aux yeux du peuple coréen.
À la suite de ces extravagances, mal perçues par le peuple coréen, les premières dames suivantes Kim Ok-suk et Son Myung-soon adoptent une posture bien plus réservée, habillées plus modestement, et le rôle de première dame de Corée du Sud est réduit à un poste d'hôtesse de la Maison-Bleue,.
Lee Soon-ja continue après son mandat à nier l'implication et la responsabilité de son mari dans les meurtres du soulèvement de Gwangju, que ce soit dans son autobiographie ou dans des déclarations à la presse, ce qui continue d'exaspérer le peuple sud-coréen,,.
Elle survit à son mari, décédé le 23 novembre 2021 de complications de cancer du sang. Elle tient une place d'honneur lors des funérailles, organisées en privé, mais ne peut pas bénéficier d'une pension du gouvernement en tant que veuve d'un ancien président, son mari ayant été condamné à de la prison. Après le décès de son mari, elle déclare dans un discours public s'excuser sincèrement pour les torts causés par le régime de son mari. Ces excuses ne mentionnant pas explicitement la répression du soulèvement de Gwangju, et restant vague, elles sont mal accueillies par le peuple coréen, qui les juge fausses et incomplètes,,.
Elle est la première dame sud coréenne la moins appréciée de ses concitoyens, selon un sondage de 2017.

## Vie personnelle
Elle épouse Chun Doo-hwan le 24 janvier 1959, alors qu'elle est âgée de 20 ans, et lui 28,. Elle donne naissance à quatre enfants, trois fils et une fille.